# 王來遴
王來遴（？年—？年），字秀升，又字藺三，號謹齋，自號寄卭子。湖北漢陽府黃陂縣人，乾隆五十九年（1794年）舉人，嘉慶十五年（1810年）任四川鄰水縣知縣，歷任四川蒲江縣（嘉慶八年）、樂山縣（嘉慶九年）、珙縣（嘉慶十二年）、渠縣（嘉慶十七年）等縣知縣。致仕後掌敎錦江書院、卭州書院，享年七十二。著有《謹齋文稿》、《蓉鏡軒詩集》、《度鍼要言》、《重编雨崖集》、嘉慶《渠縣志》、嘉慶《邛州直隸州志》行世。